# Llista de reis de Roma
Segons les fonts antigues, Roma va ser governada originàriament per reis, els quals eren els caps polítics, religiosos i militars del primitiu poble romà. La tradició ha conservat el nom de set reis, els regnats dels quals van del 753 aC, any llegendari de la fundació de la ciutat, fins al 509 aC, en què l'últim rei, Tarquini el Superb, va ser deposat i expulsat.
La història de l'època en què la ciutat es va fundar com una petita vila tribal fins a la caiguda dels reis de Roma és la més mal preservada perquè, encara que els primers romans ja sabien escriure, o bé mancaven de la voluntat necessària per registrar la seva història, o les històries que van registrar es van perdre.
Abans que s'establís el regnat etrusc de Roma sota Tarquini Prisc, Roma hauria estat dirigida per un líder religiós. Dels set reis de la Roma primordial enumerats per Titus Livi, Rómul, Numa, Tul·li Hostili i Ancus Marci són apòcrifs. Se sap molt poc de la història militar de Roma durant aquesta època i el que ens ha deixat la història és de naturalesa llegendària. Segons la tradició, Rómul després de fundar la ciutat va fortificar un dels set turons de Roma, el Palatí, i Livi afirma que poc després de la seva fundació Roma era igual a qualsevol de les ciutats properes en destresa guerrera.
Reis llatino-sabins
- Ròmul (753 - 716 aC)
- Interregne (716 - 715 aC)
- Numa Pompili (715 - 673 aC)
- Tul·li Hostili (673 - 642 aC)
- Ancus Marci (642 - 617 aC)

Reis etruscos
- Tarquini Prisc (616 - 579 aC)
- Servi Tul·li (578 - 535 aC)
- Tarquini el Superb (535 - 509 aC)